# 6602 Ґілкларк
6602 Ґілкларк (6602 Gilclark) — астероїд головного поясу, відкритий 4 березня 1989 року.
Тіссеранів параметр щодо Юпітера — 3,885.